# Бій з диверсантами ГРУ РФ під Щастям
16 травня 2015 року відбувся Бій з диверсантами ГРУ РФ під Щастям. При спробі диверсійної групи зі складу 3 ОБрСпП захопити передовий опорний пункт українських військ під Щастям відбувся бій, внаслідок якого загинув 1 боєць 92-ї ОМБр, та були захоплені 2 поранених диверсанти збройних сил РФ.

## Хід подій
16 травня 2015 року приблизно о 14:30 в зоні проведення АТО у районі Луганської ТЕС, неподалік м. Щастя Луганської області, на опорному пункті «Фасад» сталося бойове зіткнення між підрозділом 92-ї окремої механізованої бригади, що виконувала завдання по охороні станції, з диверсійно-розвідувальною групою сил спеціального призначення ЗС РФ. Чисельність російської диверсійної групи — до 30 осіб.
У ході бою загинув боєць 92-ї бригади Вадим Пугачов та було поранено і взято в полон двох членів ДРГ, російських військовослужбовців 3-ї бригади спецпризначення: капітана ЗС Росії Єрофєєва Євгена Володимировича і сержанта Александрова Олександра Анатолійовича. У затриманих вилучено автомат АК російського виробництва та спеціальну снайперську гвинтівку ВСС «Винторез».

## Слідчі дії
Затриманих доставлено до міської лікарні м. Краматорська Донецької області. У результаті допиту співробітниками ДКР зазначених осіб встановлена їхня приналежність до кадрового складу 3-ї окремої гвардійської бригади спеціального призначення ГРУ ГШ ЗС РФ. Додатково встановлені факти, що підтверджують російське громадянство затриманих, зокрема, їхні адреси проживання, навчання та роботи (в минулому), а також дані про близьких родичів, які проживають в РФ. За свідченнями капітана Єрофєєва Є. В. та сержанта Александрова О. А., вони прибули на підконтрольну бойовикам територію в березні 2015 р. у складі підрозділу своєї бригади і виконували бойові розвідувально-диверсійні завдання проти сил АТО. Бойовий наказ ДРГ під командуванням капітана Єрофєєва передбачав:
- проведення засідок та нападів на сили АТО;
- виявлення та знищення живої сили і техніки Збройних сил України;
- мінування території та встановлення фугасів поблизу населених пунктів і на шляхах руху сил АТО;
- кінцева мета — підготовка до збройного захоплення міста Щастя.[4]

16 травня ДРГ, зокрема, було поставлено завдання провести розвідку території Луганської ТЕС, з'ясувати стан її охорони для подальшого захоплення підрозділами бойовиків «ЛНР».

## Реакція
Після захоплення в полон російських спецназівців терористи «ЛНР» розпочали мінометний обстріл, намагаючись таким чином знищити і бійців АТО, й полонених росіян. Оприлюднено фото документів, виданих «ЛНР» для прикриття участі військових РФ в конфлікті.
Інформаційний центр бойовиків оприлюднив заяву, де захоплених російських спецпризначенців назвав «бійцями народної міліції», а українських солдат, що взяли їх в полон — «диверсантами».
За даними Генштабу ЗСУ, після взяття у полон двох бійців 3-ї бригади спецназу ГРУ ГШ ЗС РФ інші військовослужбовці цієї частини 17.05.2015 були терміново виведені з зайнятих терористами міст Брянка і Луганська та перекинуті назад в Росію.

## Втрати
| п/п | Прізвище, ім'я, по-батькові | Звання           | Дата смерті | Формування |
| --- | --------------------------- | ---------------- | ----------- | ---------- |
| 1.  | Пугачов Вадим Володимирович | молодший сержант | 16.05.2015  | 92 ОМБр    |